# Zadní Lomná
Zadní Lomná (německy Hinter Lomna) je malá vesnice, část obce Pojbuky v okrese Tábor v Jihočeském kraji. Nachází se asi 2,5 kilometru jihovýchodně od Pojbuk. Je zde evidováno 14 adres. V roce 2011 zde trvale žilo deset obyvatel.
Zadní Lomná je také název katastrálního území o rozloze 1,97 km².

## Historie
První písemná zmínka o vesnici pochází z roku 1395.

## Obyvatelstvo
| Rok            | 1869 | 1880 | 1890 | 1900 | 1910 | 1921 | 1930 | 1950 | 1961 | 1970 | 1980 | 1991 | 2001 | 2011 | 2021 |
| -------------- | ---- | ---- | ---- | ---- | ---- | ---- | ---- | ---- | ---- | ---- | ---- | ---- | ---- | ---- | ---- |
| Počet obyvatel | 93   | 96   | 87   | 79   | 91   | 87   | 80   | 48   | 40   | 40   | 22   | 17   | 14   | 10   | 11   |
| Počet domů     | 13   | 13   | 12   | 14   | 13   | 13   | 14   | 13   | 10   | 10   | 8    | 14   | 14   | 14   | 10   |

## Obecní správa
Při sčítání lidu v letech 1850–1920 Zadní Lomná byla osadou obce Pojbuky v okrese Tábor. V letech 1921–1963 byla osadou obce Zadní Střítež, se kterým patřila nejprve do okresu Tábor, ale v roce 1950 v okrese Pacov. V letech 1964–1980 byla znovu částí obce Pojbuky v okrese Tábor. Od 1. července 1980 do 23. listopadu 1990 byla částí obce Vodice v okrese Tábor. Od 24. listopadu 1990 je opět částí obce Pojbuky v okrese Tábor.

## Galerie

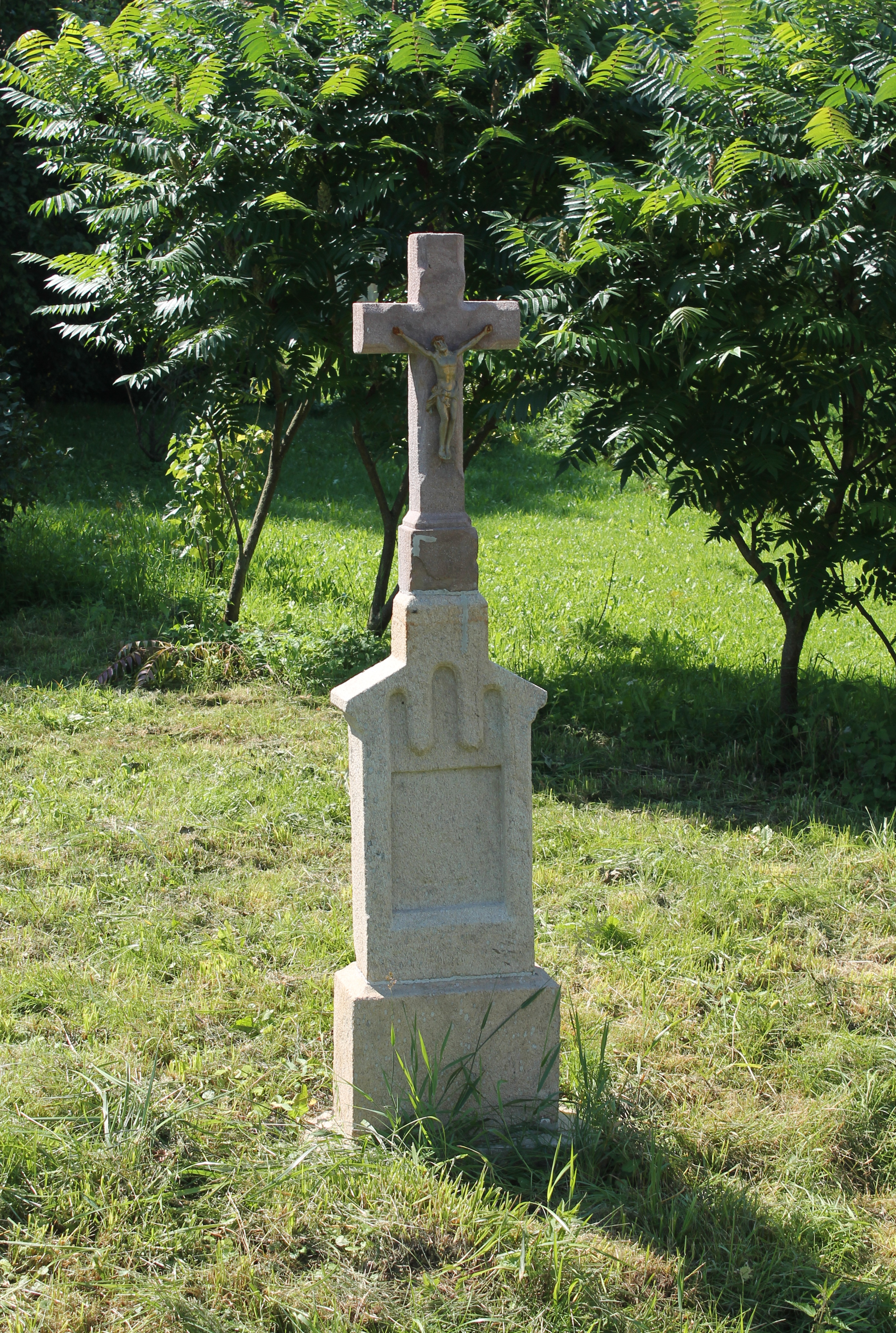
Kříž ve vsi
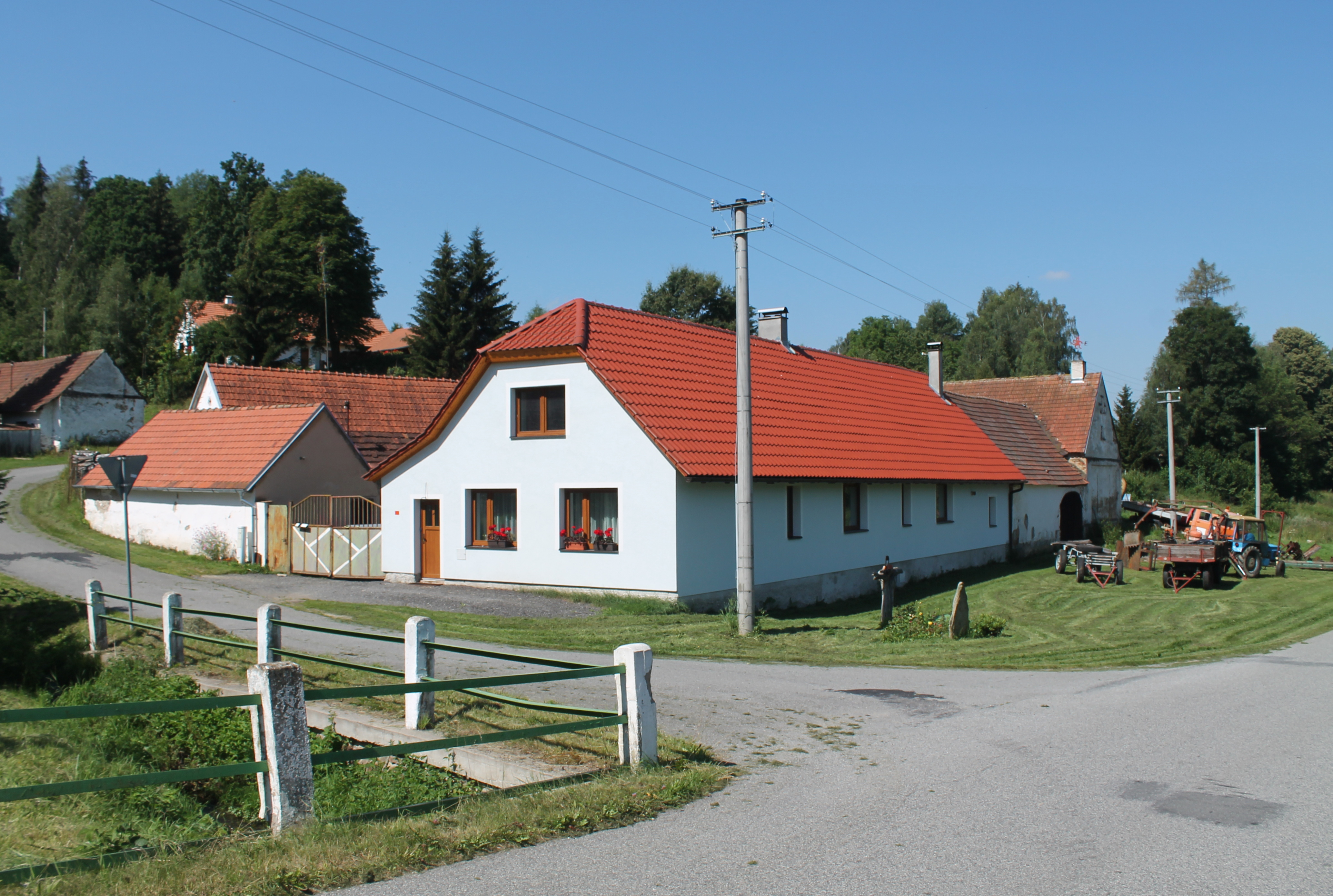
Statek čp. 6
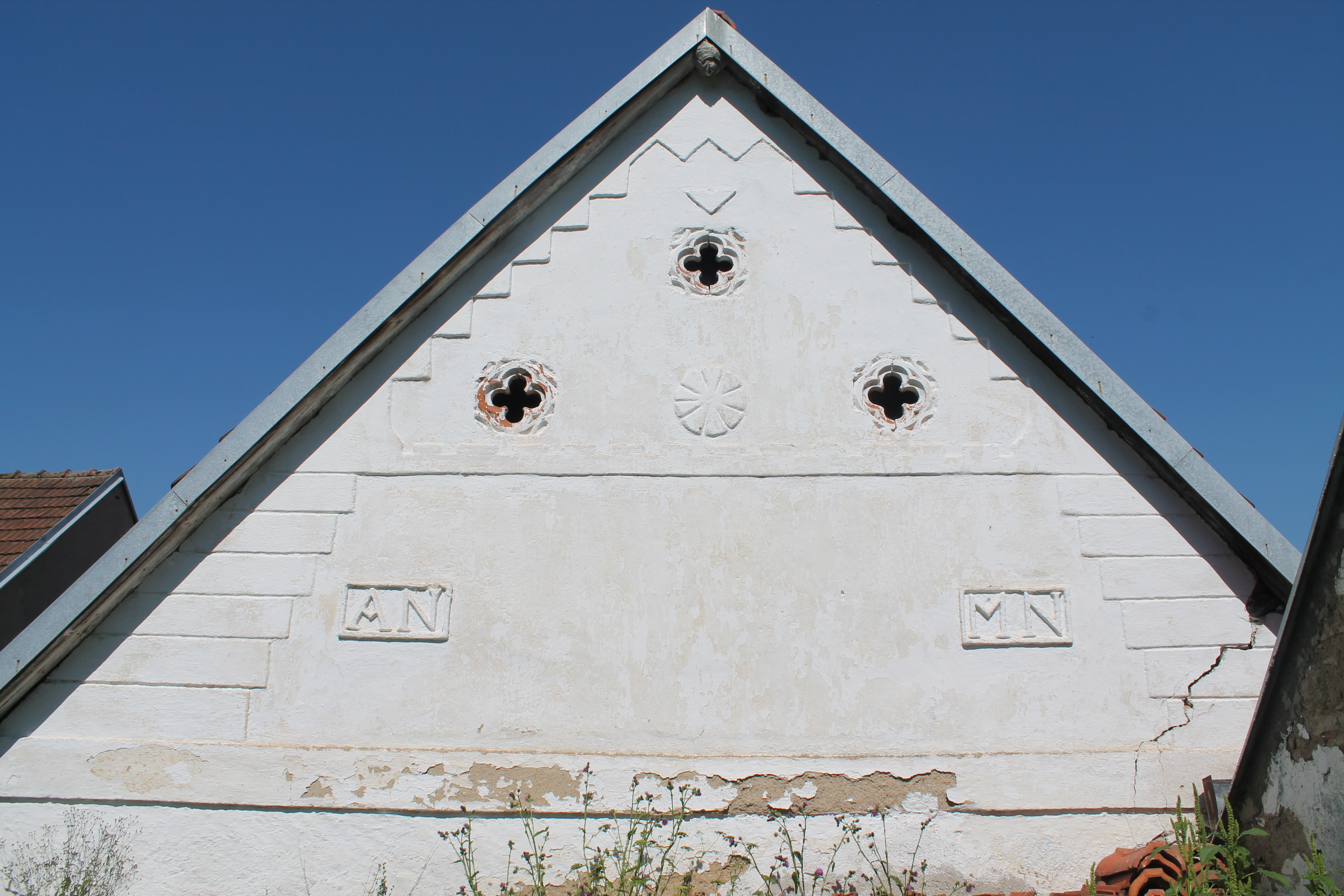
Štít stodoly statku čp. 6
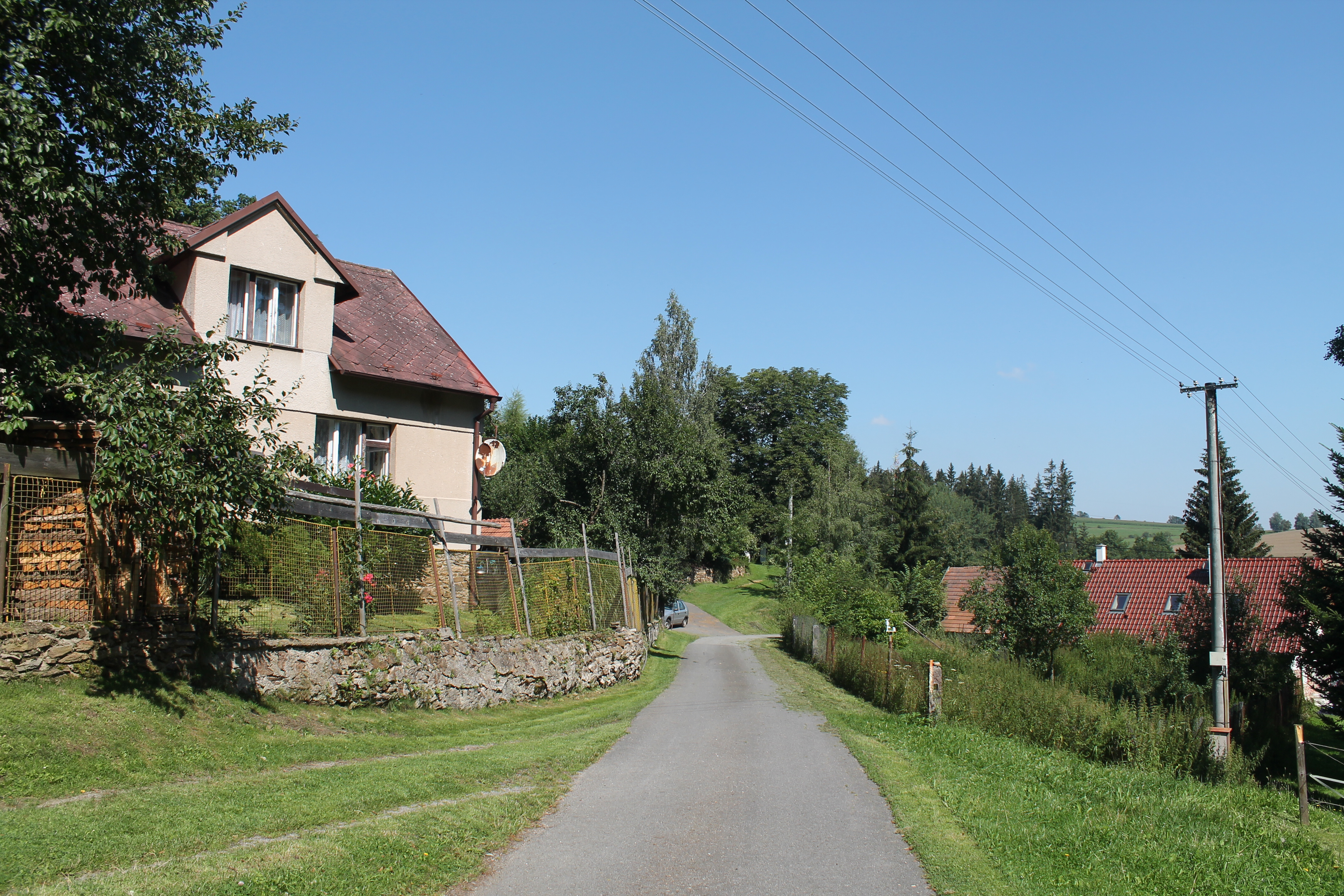
Horní část Zadní Lomné
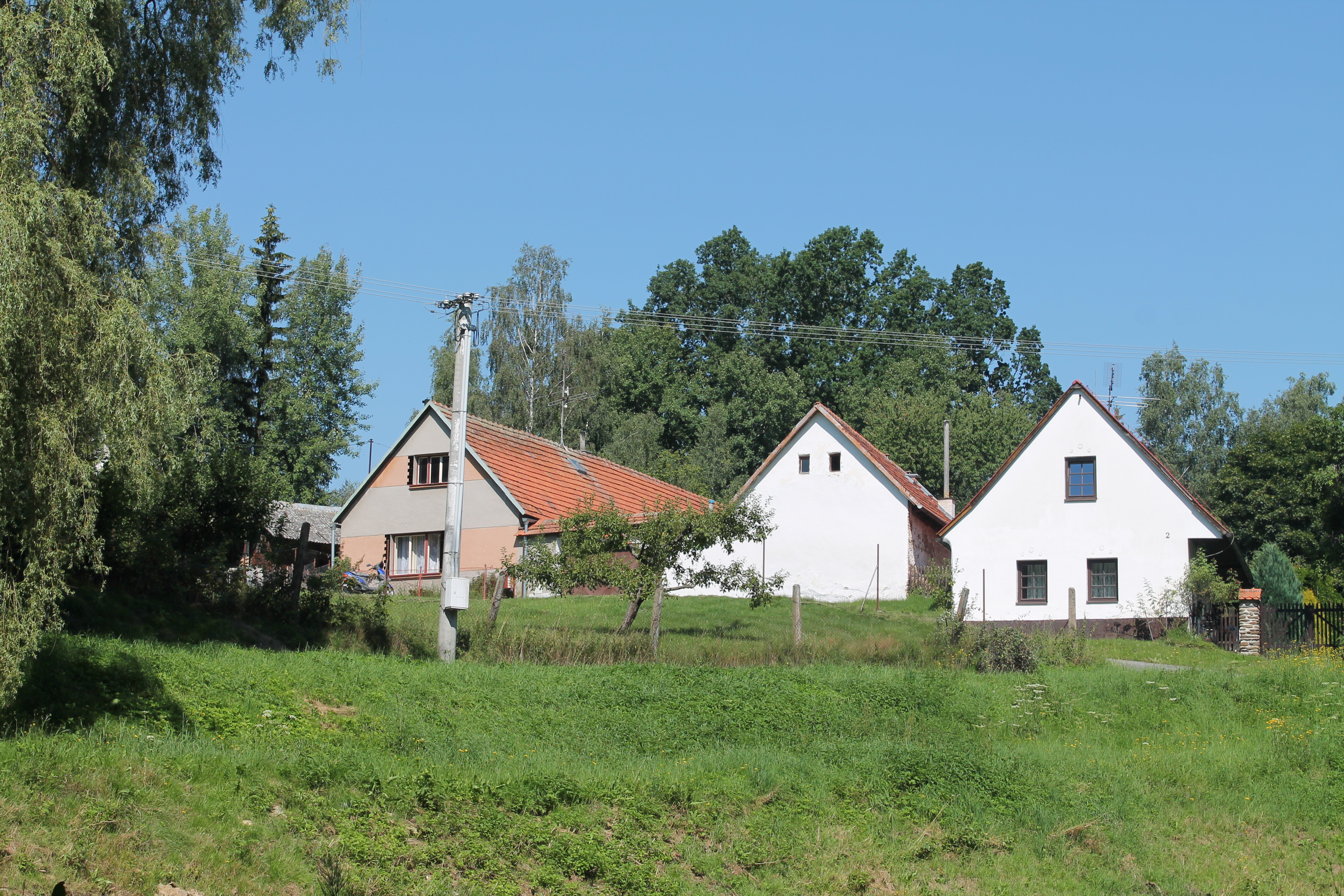
Statek čp. 1 a dům čp. 2